# 平川彰浩
平川 彰浩 （ひらかわ あきひろ、1988年6月15日 - ）は、日本の看護師公益社団法人日本看護協会所属、一般社団法人日本精神保健看護学会所属であり、起業家でもある。大学時代主に心理学を専攻し精神科専門看護師となる。また、同時期に栃木県内にてRestaurant&Bar astn.を起業し経営者となる。
Restaurant&Bar astn.　2012年に店舗譲渡し専攻していた心理学看護師と転身する。心理学に対する、関心が強く桐ヶ丘学園桐生大学の斎藤敦子教授、瀬野尾明教授、H.T.マチャコン教授とも親しく交流がある。

## 略歴
- 1988年6月15日一家の次男として産まれる。
- 1995年4月～2003年3月　小学中学卒業
- 2003年4月　関東学園大学附属高等学校普通科入学
- 同年退学（人物欄を参照）
- 2004年3月　パソコン能力評価試験2級合格
- 2006年4月　群馬県立太田フレックス高等学校III部入学
- 2007年　株式会社日本文芸社入職
- 2008年7月までにチャンスボードに光と影等の出版業務を行う
- 2009年3月　株式会社日本文芸社を契約満期終了のため退職
- 2010年10月　高等学校卒業程度認定試験合格にて同月自主退学
- 2012年4月　桐ヶ丘学園桐生大学医学部看護学科入学
- 2012年　Restaurant&Bar astn.起業する　現在はオーナー権を譲渡し同社CFOとなる[1]。
- 2016年3月　桐ヶ丘学園桐生大学医学部看護学科卒業
- 2016年2月　看護師免許取得
- 2016年4月　医療法人原会原病院第2病棟（順急性期病棟）入職
- 2016年　群馬大学ラボセンターにてCPR、CVPPPなとの研修を行う

## 親族
- 父、母、の両親の次男として産まれる

## 主な業績

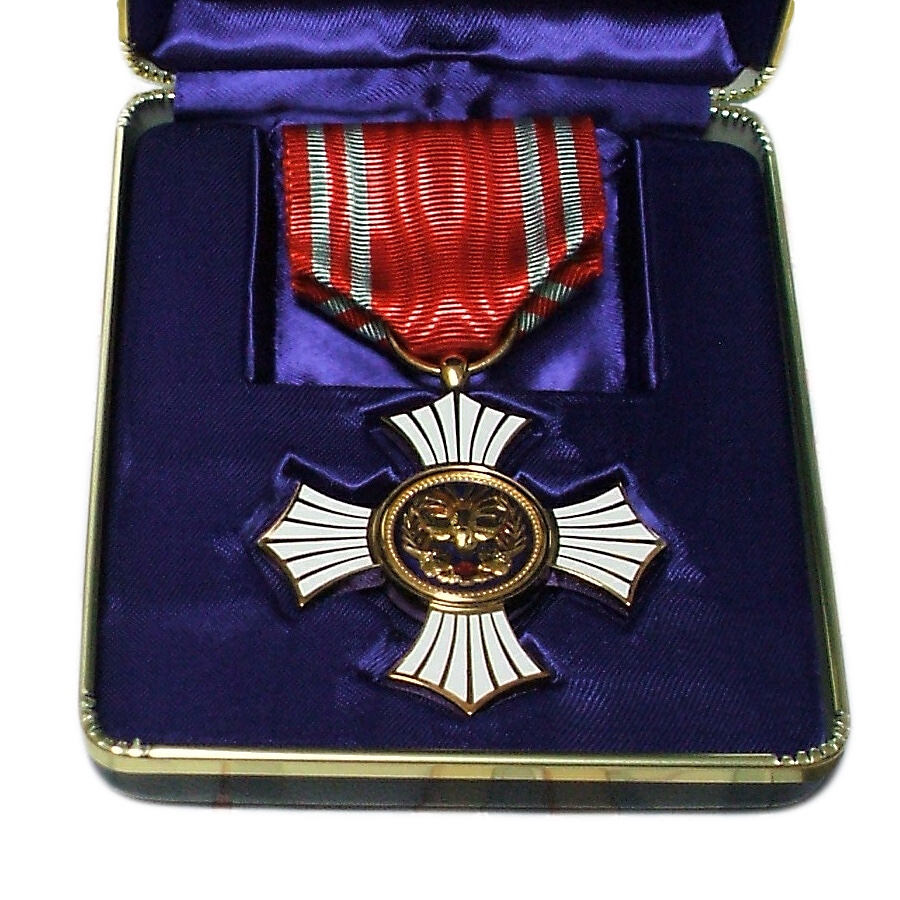
赤十字勲章

- 専門（精神）における衛生管理の実態について３つの論文を作成する。
- 大学在籍一年目にて自己資金400万円を費やし起業をする。
- 著書「チャンスボードに光と影（Light and shadow on the chance board）」等は国立市立図書館及び大手書店にて取り扱っている。
- 精神科保護室・隔離室の予後を踏まえた有効的活用法について臨床的看護研究を行う。

## 著作
著作に関する概要
- チャンスボードに光と影（Light and shadow on the chance board）文芸社、2008年、93頁　ISBN　9784286049465

（「BOOK」データベースより）
部屋の壁の中に発生したネズミとの戦いをコミカルに描いた「ネズミ戦争」。19歳にして波乱万丈な人生を送ってきた著者が、実際に体験したミステリアスな世界、「忘れられない村」。日々の忙しさで忘れがちな「当たり前の大切さ」。そして、様々な体験を通して悟った「本当の幸せとは何か」。それぞれテーマの違う4篇のエッセイはその物語的なテイストと独特な語り口で、読者を不思議な世界へといざなう。